# Плейоспилос
Плейоспилос (лат. Pleiospilos) – род многолетних суккулентных растений семейства Аизовые (Aizoaceae), естественно произрастающий на территории Капской провинции ЮАР. 
Представители данного рода характеризуются компактными, листьями, имеющими форму, напоминающую камни.

## Название

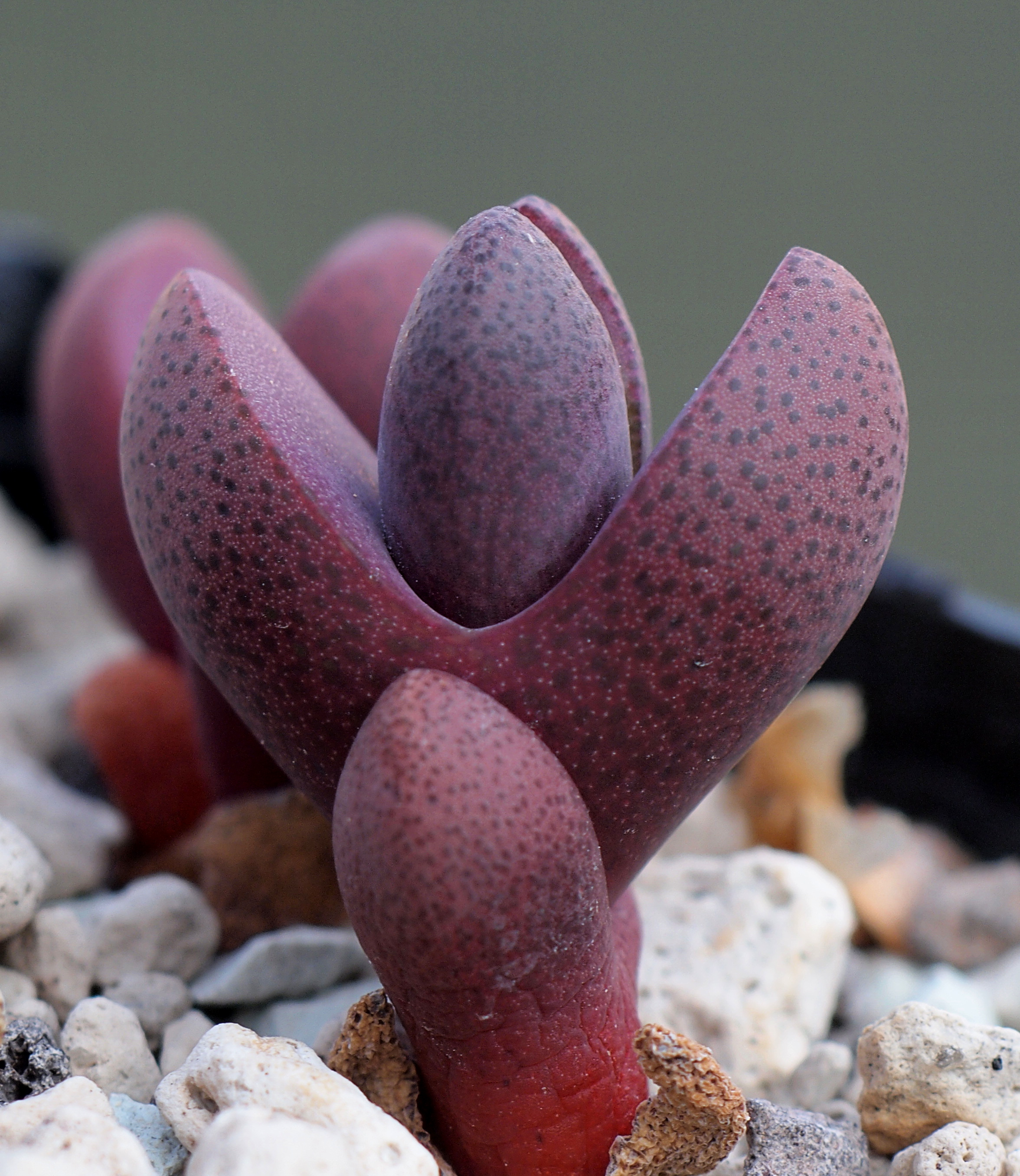
Pleiospilos nelii, сорт 'Royal Flush'

Название рода происходит от др.-греч. pleios — что означает «весь», «более» или «полный», и др.-греч. spilos — «точка» или «пятно», отсылая к мелким точкам, покрывающим поверхность листьев. В некоторых случаях, эти точки могут сливаться, образуя прозрачные окна. Из-за этой — крапчатости, растения получили народное название «живой гранит». Интересно, что в своей естественной среде обитания, плейоспилосы часто растут среди обломков гранитных камней.

## Описание
Карликовые, дернистые многолетники с 1-4 парами супротивных, равных листьев. Листья широкие, толстые, сверху плоские, с обратной стороны закругленные, серо-зеленые или коричневатые, точечные, покрытые толстым, неравномерным восковым налетом.
Цветки 1-3, верхушечные между листьями, сидячие или на цветоножке, прицветники, до +/- 80 мм в диаметре. Чашелистиков 5 или 6, иногда сросшихся в короткую трубку над завязью. Лепестки от желтого до оранжевого цвета, редко белые или розовые. Тычинки кольцеобразные, темно-зеленые. Плод 10-12-гнездная коробочка. Семена сжато-яйцевидные, темно-коричневые.
Число хромосом: х=9.

## Таксономия
Pleiospilos N.E.Br., первое упоминание в Gard. Chron., ser. 3, 78: 433 (1925).

### Синонимы
Гетеротипные (основанные на разных номенклатурных типах):
- Bijlia N.E.Br. (1928)
- Bolusanthemum Schwantes (1928)
- Punctillaria N.E.Br. (1925)

### Виды и гибриды
Подтвержденные виды по данным сайта Plants of the World Online на 2023 год:
| Название                                                     | Изображение | Описание | Подвиды |
| ------------------------------------------------------------ | ----------- | --- | --- |
| Pleiospilos bolusii (Hook.f.) N.E.Br. — Плейоспилос Болюса   |             | Небольшой бесстебельный суккулентный многолетник до 8 см в высоту и 15 см в ширину, с двумя или четырьмя противоположными серо-зелеными листьями, довольно толстыми, сросшимися у основания, почти треугольными, с целыми краями. Листья более длинные и угловатые. Корень длинный стержневой. Цветки жёлтые, похожие на маргаритки, появляются из центра листьев 6-8 см в диаметре. Период цветения длится с августа по сентябрь. | |
| Pleiospilos compactus (Aiton) Schwantes                      |             | Растение развивается с 1-3 парами листьев и может формировать компактные коврики. Листовые пластинки имеют выпуклую или полушаровидную форму и достигают длины 20-80 см, ширины 5-30 мм. Форма листьев может значительно варьировать. Нижняя сторона листьев имеет киль и кончается треугольным острием. Обычно они имеют серовато-зеленый цвет, покрытый темно-зелеными точками. В основном цветки одиночные и чаще всего не имеют стеблей, хотя иногда могут быть удлиненные стебли до 8 мм. В типичном подвиде цветки имеют 10 завязей-клеток. Более 80 лепестков, окрашенных в желтый, бледно-желтый или розовый цвет. Тычинки не имеют сосочковидной формы у основания. Плоды (капсулы) имеют крупные бугорки и они представлены коробочками на коротких ножках. | - Pleiospilos compactus subsp. canus (Haw.) H.Hartmann & Liede - Pleiospilos compactus subsp. compactus - Pleiospilos compactus subsp. fergusoniae (L.Bolus) H.Hartmann & Liede - Pleiospilos compactus subsp. minor (L.Bolus) H.Hartmann & Liede - Pleiospilos compactus subsp. sororius (N.E.Br.) H.Hartmann & Liede |
| Pleiospilos nelii Schwantes                                  |             | Небольшой суккулент, почти шаровидной формы, который отдаленно напоминает литопс и выглядит как треснувший камень. Этот многолетний листовой суккулент не имеет стебля. Обычно у него растет только одна головка, но очень старые растения могут образовывать две или даже больше головок со временем. Тело растения состоит из 2 или 4 листьев шаровидной формы, сросшиеся у основания и естественным образом располагаются над поверхностью почвы. Размеры листьев могут достигать примерно 5–8 см в высоту и около 10 см в диаметре. Листья имеют глубокую трещину посередине и обычно окрашены в серо-зеленый или коричневатый цвет с заметными приподнятыми темными точками, распределенными по всей поверхности. Каждый год растение выращивает новую пару листьев, заменяя старую пару, подобно тому, как это делают растения рода Lithops и Conophytum. У Pleiospilos nelii имеются крупные ароматные цветки, похожие на маргаритки, с запахом кокоса. Учитывая размер растения, они очень большие, достигая диаметра 6-7,5 см. Цветки имеют множество лепестков и могут быть желтого, медно-оранжевого, редко белого или розоватого цвета, с более бледным горлом. Они могут быть одиночными или собраны в группы на коротких цветоножках. | |
| Pleiospilos simulans (Marloth) N.E.Br. — Плейоспилос похожий |             | Небольшой суккулентный многолетник. Стебель одиночный, с одной парой крупных листьев до 8 см длины и 7 см ширины. Верхняя сторона листа немного вогнутая, нижняя – сильно выпуклая, серая, с многочисленными точками, на очень ярком солнечном свету листья становятся коричневато-красными. Цветки крупные, желтые со слабым запахом. Согласно информации, представленной на сайте Plants of the World Online, на 2023 год данный вид классифицируется как вымерший на территории ЮАР. | |

Гибриды:
- Pleiospilos × purpusii Schwantes, Pleiospilos bolusii × Pleiospilos compactus